# Majriti (Exoplanet)
Majriti (Ypsilon Andromedae d, abgekürzt auch υ And d) ist ein Exoplanet, der den rund 44,25 Lichtjahre von der Sonne entfernten Hauptreihenstern Titawin A im Doppelsternsystem Titawin (Ypsilon Andromedae) im Sternbild Andromeda umkreist. Er ist einer von vier bekannten Planeten im Planetensystem des Sterns.

## Namensherkunft
Wie alle Exoplaneten wurde Majriti ursprünglich allein mit dem offiziellen Namen des Sterns und einem Kleinbuchstaben, entsprechend der Reihenfolge der Entdeckung, bezeichnet. Nach einem öffentlich ausgeschriebenen Wettbewerb der IAU erhielt er am 15. Dezember 2015 einen offiziellen Namen nach Maslama al-Madschriti (d. h. 'aus Madrid', 'der Madrider'), einem arabischen Astronomen des 10. und frühen 11. Jahrhunderts in al-Andalus.

## Entdeckung
Nach der Entdeckung des ersten Planeten (Saffar) im Jahr 1996 fanden weitere Untersuchungen des Sterns mit einem Échelle-Spektrographen statt. Astronomen von der San Francisco State University und vom Harvard-Smithsonian Center for Astrophysics unabhängig voneinander zu dem Schluss, dass ein Planetensystem mit drei Planeten am ehesten zu den Messungen passen würde. Die beiden neu bekanntgegebenen Planeten erhielten die Bezeichnungen Ypsilon Andromedae c und Ypsilon Andromedae d.

## Eigenschaften
Majriti umkreist seinen Zentralstern etwa alle 1276,46 Tage, wobei seine Umlaufbahn, wie die des weiter innen umlaufenden Planeten υ And c, sehr exzentrisch ist. Er hat eine große Bahnhalbachse von etwas mehr als 2,5 AE. Abgesehen von seiner hohen Bahnexzentrizität (größer als die des Zwergplaneten Pluto) hat υ And d auch eine deutliche Bahnneigung gegenüber υ And c, die gegenseitig 30° beträgt.
Die Mindestmasse des Planeten beträgt etwas mehr als vier Jupitermassen. Die tatsächliche Masse könnte 10,25 Jupitermassen betragen. Aufgrund der Masse ist es sehr wahrscheinlich, dass er ein Gasplanet ist. Seine Atmosphäre könnte Wasserwolken aufweisen. Majriti befindet sich in der habitablen Zone seines Zentralsterns, so dass auf einem ihn umkreisenden Mond möglicherweise lebensfreundliche Bedingungen herrschen könnten.